# دانشگاه حلوان
دانشگاه حلوان (انگلیسی: Helwan University) دانشگاه بزرگی در حلوان، مصر است. حلوان بخشی از قاهره بزرگ است. 